# Arthur Anselm Pearson
Pour les articles homonymes, voir Pearson.
Arthur Anselm Pearson (1874-1954) est un homme d'affaires et mycologue britannique, spécialiste des agarics. Il a été président de la British Mycological Society en 1931 et en 1952 et en a été le trésorier de 1919 à 1946